# Gál Jenő (filológus)
Gál Jenő, csehül Evžen Gál (Fülek, 1957. június 2. – Prága, 2024. január 18.) hungarológus,  irodalomtörténész, műfordító, egyetemi tanár, a Cseh- és Morvaországi Magyarok Szövetségének egyik alapítója, a Prágai Tükör folyóirat egykori főszerkesztője, a Nemzetközi Magyarságtudományi Társaság alelnöke.

## Életpályája
Iskoláit szülővárosában kezdte, ahol érettségizett is. Az egyetemet a prágai Károly Egyetemen matematika-fizika szakon kezdte, de  három szemeszter után átiratkozott az egyetem bölcsészkarának cseh-magyar szakára, amelyet 1983-ban végzett el. 1990-től ugyanott tevékenykedett magyar szakos oktatóként. 
Főleg a modern és kortárs magyar irodalommal foglalkozott. 1991-től Václav Havel köztársasági elnök magyar tolmácsa, 2003 és 2009 között a budapesti Cseh Centrum igazgatója volt. 
Felesége Dana Gálová (1960–2015) műfordító volt, aki cseh nyelvre ültette át Márai Sándor, Esterházy Péter, Kertész Imre és Bibó István és  Balázs Árpád műveit.

## Főbb művei
- Magyar prágaiak – prágai magyarok / Maďarští Pražané – pražští maďari; szerk. Gál Jenő, ford. Csandal Zsolt, Kovář-Küü Rita, Szarka Szilvia; Pražská základní organizáce Svazu Maďarů žijících v českých zemích–Středisko maďarských studií FF UK, Praha, 2002
- Visszaemlékező. Huszonöt éves a Cseh- és Morvaországi Magyarok Szövetsége, 1990–2015 / Vzpomínání. Čtvrtstoetí Svazu Maďarů žijících v českých zemích, 1990–2015 ; sajtó alá rend. Gál Jenő; Cseh- és Morvaországi Magyarok Szövetsége, Prága, 2015
- Cesty a portréty moderní maďarské literatury v českém kontextu (Utak és portrék – a modern magyar irodalom cseh kontextusban), Karolinum Kiadó, Prága, 2020